# Borja Viguera
Borja Viguera Manzanares (* 26. März 1987 in Logroño) ist ein spanischer Fußballspieler.

## Karriere
Viguera begann seine Karriere bei Real Sociedad San Sebastián. 2007 spielte er erstmals in der zweiten Liga. 2010 stieg er mit Sociedad in die erste Liga auf. Sein Erstligadebüt gab er am 1. Spieltag 2010/11 gegen den FC Villarreal. Im Januar 2012 wurde er an den Zweitligisten Gimnàstic de Tarragona ausgeliehen. Nach seiner Rückkehr im Januar 2012 wurde er an den Drittligisten Albacete Balompié weiterverliehen. Im Sommer 2012 wechselte er zum Drittligisten Deportivo Alavés, mit dem er 2013 in die zweite Liga aufstieg. Dort wurde er Torschützenkönig. 2014 wechselte er zum Championsligisten Athletic Bilbao.
Im August 2016 wechselte er zum Ligakonkurrenten Sporting Gijón, bei dem er einen Zweijahresvertrag erhielt. Nach Vertragsende unterschrieb er einen Zweijahresvertrag bei Ligakonkurrent CD Numancia. Der Vertrag wurde im September 2019 wieder aufgelöst.
Im Januar 2020 wechselte er zu Drittligist Real Unión. Im Sommer 2021 schloss er sich Viertligist CF Intercity an. Seit Sommer 2022 ist er vereinslos.